# Barlowova čočka

Kužel světla za achromatickou soustavou čoček (objektiv) (A) bez (červená) a s (zelená) optickým elementem Barlowovy čočky (B)

Barlowova čočka je achromatická čočka vynalezená anglickým matematikem a fyzikem 19. století Peterem Barlowem, která se používá v astronomických teleskopech, mikroskopech, ale i fotoaparátech. Vkládá se mezi poslední element objektivu a okulár. U dalekohledů prodlužuje ohniskovou vzdálenost a zvyšuje zvětšení. U mikroskopů se Barlowova čočka používá buď ke znásobení zvětšení (Barlowova čočka 2× zdvojnásobí zvětšení), nebo k prodloužení pracovní vzdálenosti (např. Barlowova čočka  0,5× zdvojnásobí pracovní vzdálenost a dvakrát sníží zvětšení). Telekonvertory u fotoaparátů jsou ve skutečnosti také Barlowovy čočky, prodlužují ohniskovou vzdálenost objektivu (např. ze základního objektivu udělají teleobjektiv). 

## Druhy čočky

### Dle zvětšení
- Barlowova čočka 1,5x
- Barlowova čočka 2x
- Barlowova čočka 3x
- Barlowova čočka 4x
- Barlowova čočka 5x

### Výrobci
Tento druh achromatické čočky vyrábí téměř každý výrobce teleskopů. Např. velmi kvalitní Barlowovy čočky vyrábí společnost Sky-Watcher, Omegon, Celestron, Binorum, TELEVUE , atd.